# Llista de topònims de Cabra del Camp
Llista de topònims (noms propis de lloc) del municipi de Cabra del Camp, a l'Alt Camp
Informació actualitzada per un bot. Els canvis manuals es perdran quan s'actualitzi!

## barraca de vinya
| imatge | Nom                         | Ubicat a       | instància de     | Detalls                     | coordenades                                                             | Protecció                                  | Commons (més fotos) | Dades a WD                    |
| ------ | --------------------------- | -------------- | ---------------- | --------------------------- | ----------------------------------------------------------------------- | ------------------------------------------ | ------------------- | ----------------------------- |
|        | Barraca I                   | Cabra del Camp | barraca de vinya | Estil: arquitectura popular |                                                                         | bé integrant del patrimoni cultural català |                     | Modifica les dades a Wikidata |
|        | Barraca IX                  | Cabra del Camp | barraca de vinya | Estil: arquitectura popular |                                                                         | bé integrant del patrimoni cultural català |                     | Modifica les dades a Wikidata |
|        | Barraca X                   | Cabra del Camp | barraca de vinya | Estil: arquitectura popular |                                                                         | bé integrant del patrimoni cultural català |                     | Modifica les dades a Wikidata |
|        | Barraca XI                  | Cabra del Camp | barraca de vinya | Estil: arquitectura popular |                                                                         | bé integrant del patrimoni cultural català |                     | Modifica les dades a Wikidata |
|        | Barraca XII                 | Cabra del Camp | barraca de vinya | Estil: arquitectura popular |                                                                         | bé integrant del patrimoni cultural català |                     | Modifica les dades a Wikidata |
|        | Barraca XIII                | Cabra del Camp | barraca de vinya | Estil: arquitectura popular |                                                                         | bé integrant del patrimoni cultural català |                     | Modifica les dades a Wikidata |
|        | Barraca XIV                 | Cabra del Camp | barraca de vinya | Estil: arquitectura popular |                                                                         | bé integrant del patrimoni cultural català |                     | Modifica les dades a Wikidata |
|        | Barraca XV                  | Cabra del Camp | barraca de vinya | Estil: arquitectura popular |                                                                         | bé integrant del patrimoni cultural català |                     | Modifica les dades a Wikidata |
|        | barraques de Cabra del Camp | Cabra del Camp | barraca de vinya |                             | 41° 23′ 50″ N, 1° 16′ 50″ E / 41.397222222222226°N,1.2805555555555554°E |                                            |                     | Modifica les dades a Wikidata |

## cabana
| imatge | Nom                  | Ubicat a       | instància de | Detalls | coordenades                                                         | Protecció | Commons (més fotos) | Dades a WD                    |
| ------ | -------------------- | -------------- | ------------ | ------- | ------------------------------------------------------------------- | --------- | ------------------- | ----------------------------- |
|        | corral de Cal Render | Cabra del Camp | cabana       |         | 41° 24′ 50″ N, 1° 17′ 33″ E / 41.4139494849883°N,1.29241441518554°E |           |                     | Modifica les dades a Wikidata |
|        | corral del Mateu     | Cabra del Camp | cabana       |         | 41° 23′ 57″ N, 1° 18′ 40″ E / 41.3991849494835°N,1.31119889086008°E |           |                     | Modifica les dades a Wikidata |

## casa
| imatge | Nom                                | Ubicat a       | instància de | Detalls                                                                  | coordenades                                                                       | Protecció                                  | Commons (més fotos) | Dades a WD                    |
| ------ | ---------------------------------- | -------------- | ------------ | ------------------------------------------------------------------------ | --------------------------------------------------------------------------------- | ------------------------------------------ | ------------------- | ----------------------------- |
|        | Cal Metge                          | Cabra del Camp | casa         | Estil: historicisme arquitectònic                                        | 41° 23′ 41″ N, 1° 16′ 37″ E / 41.394841°N,1.276949°E ca:Carrer Major, 18          | bé integrant del patrimoni cultural català |                     | Modifica les dades a Wikidata |
|        | Xalet al carrer Giné i Partagàs 20 | Cabra del Camp | casa         | Arquitecte: Cèsar Martinell i Brunet Estil: arquitectura modernista 1918 | 41° 23′ 36″ N, 1° 16′ 35″ E / 41.393274°N,1.276477°E ca:Carrer Giné i Partagàs 20 | bé integrant del patrimoni cultural català |                     | Modifica les dades a Wikidata |

## cova
| imatge | Nom                 | Ubicat a       | instància de | Detalls | coordenades                                                         | Protecció | Commons (més fotos) | Dades a WD                    |
| ------ | ------------------- | -------------- | ------------ | ------- | ------------------------------------------------------------------- | --------- | ------------------- | ----------------------------- |
|        | cova del Traces     | Cabra del Camp | cova         |         | 41° 23′ 23″ N, 1° 18′ 36″ E / 41.389691813638°N,1.30999743676148°E  |           |                     | Modifica les dades a Wikidata |
|        | cova dels Miquelets | Cabra del Camp | cova         |         | 41° 23′ 17″ N, 1° 16′ 46″ E / 41.3880496298933°N,1.27942202073797°E |           |                     | Modifica les dades a Wikidata |

## edifici
| imatge | Nom                                            | Ubicat a       | instància de | Detalls                                                                               | coordenades                                                                          | Protecció                                  | Commons (més fotos)                            | Dades a WD                    |
| ------ | ---------------------------------------------- | -------------- | ------------ | ------------------------------------------------------------------------------------- | ------------------------------------------------------------------------------------ | ------------------------------------------ | ---------------------------------------------- | ----------------------------- |
|        | Arneres                                        | Cabra del Camp | edifici      | Estil: arquitectura popular                                                           |                                                                                      | bé integrant del patrimoni cultural català |                                                | Modifica les dades a Wikidata |
|        | Celler del Sindicat Agrícola de Cabra del Camp | Cabra del Camp | edifici      | Arquitecte: Cèsar Martinell i Brunet Estil: modernisme català arquitectura modernista | 41° 23′ 44″ N, 1° 16′ 31″ E / 41.395633°N,1.275312°E                                 | bé cultural d'interès local                | Celler del Sindicat Agrícola (Cabra del Camp)  | Modifica les dades a Wikidata |
|        | Societat Agrícola de Cabra                     | Cabra del Camp | edifici      | Estil: arquitectura popular                                                           | 41° 23′ 38″ N, 1° 16′ 34″ E / 41.394017°N,1.276033°E ca:Carrer Giné i Partagàs, 8-10 | bé integrant del patrimoni cultural català | Edifici de l'antiga Societat Agrícola de Cabra | Modifica les dades a Wikidata |

## entitat singular de població
| imatge | Nom                   | Ubicat a       | instància de                                   | Detalls | coordenades                                                           | Protecció | Commons (més fotos) | Dades a WD                    |
| ------ | --------------------- | -------------- | ---------------------------------------------- | ------- | --------------------------------------------------------------------- | --------- | ------------------- | ----------------------------- |
|        | Cabra del Camp        | Cabra del Camp | entitat singular de població capital municipal | 448 hab | 41° 23′ 43″ N, 1° 16′ 35″ E / 41.395372°N,1.276355°E 492 msnm         |           |                     | Modifica les dades a Wikidata |
|        | Can Rui               | Cabra del Camp | entitat singular de població                   | 20 hab  | 41° 23′ 43″ N, 1° 19′ 40″ E / 41.3953°N,1.32778°E 509 msnm            |           |                     | Modifica les dades a Wikidata |
|        | Mas del Plata         | Cabra del Camp | entitat singular de població                   | 814 hab | 41° 23′ 09″ N, 1° 19′ 40″ E / 41.3858°N,1.32778°E 478 msnm            |           |                     | Modifica les dades a Wikidata |
|        | Miralcamp Residencial | Cabra del Camp | entitat singular de població                   | 43 hab  | 41° 23′ 28″ N, 1° 18′ 13″ E / 41.39111111°N,1.30361111°E 502.365 msnm |           |                     | Modifica les dades a Wikidata |

## font
| imatge | Nom             | Ubicat a       | instància de | Detalls                           | coordenades                                                                         | Protecció                                  | Commons (més fotos) | Dades a WD                    |
| ------ | --------------- | -------------- | ------------ | --------------------------------- | ----------------------------------------------------------------------------------- | ------------------------------------------ | ------------------- | ----------------------------- |
|        | font de Cabarrà | Cabra del Camp | font         |                                   | 41° 23′ 50″ N, 1° 16′ 58″ E / 41.3972780338865°N,1.28277910384332°E                 |                                            |                     | Modifica les dades a Wikidata |
|        | font de Conill  | Cabra del Camp | font         |                                   | 41° 24′ 33″ N, 1° 16′ 42″ E / 41.409066736041°N,1.2784142983866°E                   |                                            |                     | Modifica les dades a Wikidata |
|        | font de la Creu | Cabra del Camp | font         | Estil: historicisme arquitectònic | 41° 23′ 42″ N, 1° 16′ 33″ E / 41.395114°N,1.275844°E ca:Carrer del Raval de la Creu | bé integrant del patrimoni cultural català |                     | Modifica les dades a Wikidata |
|        | font del Carril | Cabra del Camp | font         |                                   | 41° 23′ 19″ N, 1° 17′ 45″ E / 41.388607989945°N,1.2956984436283°E                   |                                            |                     | Modifica les dades a Wikidata |
|        | font del Gall   | Cabra del Camp | font         |                                   | 41° 23′ 40″ N, 1° 16′ 18″ E / 41.39455365485°N,1.2716206879178°E                    |                                            |                     | Modifica les dades a Wikidata |
|        | font del Pere   | Cabra del Camp | font         |                                   | 41° 23′ 04″ N, 1° 15′ 31″ E / 41.384451580962°N,1.2587330309618°E                   |                                            |                     | Modifica les dades a Wikidata |

## granja
| imatge | Nom                 | Ubicat a       | instància de | Detalls | coordenades                                                         | Protecció | Commons (més fotos) | Dades a WD                    |
| ------ | ------------------- | -------------- | ------------ | ------- | ------------------------------------------------------------------- | --------- | ------------------- | ----------------------------- |
|        | Granges de l'Anglès | Cabra del Camp | granja       |         | 41° 23′ 50″ N, 1° 16′ 44″ E / 41.3972393949271°N,1.27898822630517°E |           |                     | Modifica les dades a Wikidata |
|        | Granja del Caselles | Cabra del Camp | granja       |         | 41° 23′ 42″ N, 1° 16′ 18″ E / 41.3948865492185°N,1.27164621427999°E |           |                     | Modifica les dades a Wikidata |

## masia
| imatge | Nom                   | Ubicat a       | instància de | Detalls | coordenades                                                         | Protecció | Commons (més fotos) | Dades a WD                    |
| ------ | --------------------- | -------------- | ------------ | ------- | ------------------------------------------------------------------- | --------- | ------------------- | ----------------------------- |
|        | Ca l'Arengador        | Cabra del Camp | masia        |         | 41° 24′ 05″ N, 1° 18′ 52″ E / 41.401494880294°N,1.3145016844153°E   |           |                     | Modifica les dades a Wikidata |
|        | Ca l'Estevet          | Cabra del Camp | masia        |         | 41° 23′ 37″ N, 1° 16′ 31″ E / 41.3935370910711°N,1.27535403634627°E |           |                     | Modifica les dades a Wikidata |
|        | Cal Campaner          | Cabra del Camp | masia        |         | 41° 22′ 51″ N, 1° 18′ 44″ E / 41.3808619964881°N,1.31225911672426°E |           |                     | Modifica les dades a Wikidata |
|        | Cal Garsa             | Cabra del Camp | masia        |         | 41° 23′ 31″ N, 1° 16′ 48″ E / 41.3919419635786°N,1.28010877891868°E |           |                     | Modifica les dades a Wikidata |
|        | Cal Guixer            | Cabra del Camp | masia        |         | 41° 23′ 05″ N, 1° 18′ 03″ E / 41.3846668587349°N,1.30089483347867°E |           |                     | Modifica les dades a Wikidata |
|        | Cal Guixó             | Cabra del Camp | masia        |         | 41° 24′ 13″ N, 1° 16′ 18″ E / 41.4037326631629°N,1.27172280181041°E |           |                     | Modifica les dades a Wikidata |
|        | Cal Mitger            | Cabra del Camp | masia        |         | 41° 22′ 45″ N, 1° 17′ 46″ E / 41.3791367329234°N,1.2960401576388°E  |           |                     | Modifica les dades a Wikidata |
|        | Cal Pere Blanc        | Cabra del Camp | masia        |         | 41° 23′ 11″ N, 1° 18′ 24″ E / 41.3863475869836°N,1.30675922436965°E |           |                     | Modifica les dades a Wikidata |
|        | Cal Socies            | Cabra del Camp | masia        |         | 41° 23′ 18″ N, 1° 16′ 55″ E / 41.38831349256°N,1.28201042027755°E   |           |                     | Modifica les dades a Wikidata |
|        | Mas Bolero            | Cabra del Camp | masia        |         | 41° 23′ 43″ N, 1° 18′ 57″ E / 41.3952098573°N,1.3158602393494°E     |           |                     | Modifica les dades a Wikidata |
|        | Mas Carril            | Cabra del Camp | masia        |         | 41° 23′ 18″ N, 1° 17′ 59″ E / 41.388281026979°N,1.29983193981837°E  |           |                     | Modifica les dades a Wikidata |
|        | Mas Parellada         | Cabra del Camp | masia        |         | 41° 22′ 38″ N, 1° 17′ 57″ E / 41.3772372262668°N,1.29915103694999°E |           |                     | Modifica les dades a Wikidata |
|        | Mas Traces            | Cabra del Camp | masia        |         | 41° 23′ 34″ N, 1° 18′ 19″ E / 41.3928991476499°N,1.30515385341373°E |           |                     | Modifica les dades a Wikidata |
|        | Mas d'en Canela       | Cabra del Camp | masia        |         | 41° 24′ 35″ N, 1° 17′ 50″ E / 41.4096683013034°N,1.29708487871543°E |           |                     | Modifica les dades a Wikidata |
|        | Mas del Biló          | Cabra del Camp | masia        |         | 41° 24′ 39″ N, 1° 16′ 46″ E / 41.410885317039°N,1.2795626926044°E   |           |                     | Modifica les dades a Wikidata |
|        | Mas del Carril        | Cabra del Camp | masia        |         | 41° 23′ 18″ N, 1° 18′ 09″ E / 41.3883399939274°N,1.30260516881546°E |           |                     | Modifica les dades a Wikidata |
|        | Mas del Vicenç        | Cabra del Camp | masia        |         | 41° 22′ 53″ N, 1° 17′ 45″ E / 41.381405146515°N,1.2958865697901°E   |           |                     | Modifica les dades a Wikidata |
|        | Masia de Cal Ponet    | Cabra del Camp | masia        |         | 41° 23′ 23″ N, 1° 18′ 28″ E / 41.3897219725676°N,1.3077600502185°E  |           |                     | Modifica les dades a Wikidata |
|        | Masieta del Martí     | Cabra del Camp | masia        |         | 41° 24′ 22″ N, 1° 18′ 57″ E / 41.4062341696749°N,1.31588546301768°E |           |                     | Modifica les dades a Wikidata |
|        | el Ferrer del Boira   | Cabra del Camp | masia        |         | 41° 23′ 19″ N, 1° 17′ 08″ E / 41.3887012022364°N,1.28566004715289°E |           |                     | Modifica les dades a Wikidata |
|        | el Prat               | Cabra del Camp | masia        |         | 41° 24′ 03″ N, 1° 16′ 26″ E / 41.400891961751°N,1.2738451812307°E   |           |                     | Modifica les dades a Wikidata |
|        | els Apòstols          | Cabra del Camp | masia        |         | 41° 24′ 37″ N, 1° 19′ 09″ E / 41.4101727502551°N,1.31913370395827°E |           |                     | Modifica les dades a Wikidata |
|        | els Hostalets         | Cabra del Camp | masia        |         | 41° 22′ 48″ N, 1° 17′ 33″ E / 41.3799650292537°N,1.29237114179518°E |           |                     | Modifica les dades a Wikidata |
|        | els Molinets          | Cabra del Camp | masia        |         | 41° 23′ 16″ N, 1° 17′ 02″ E / 41.3877546709763°N,1.28379522611113°E |           |                     | Modifica les dades a Wikidata |
|        | la Plana del Fregaire | Cabra del Camp | masia        |         | 41° 22′ 55″ N, 1° 18′ 23″ E / 41.3819204380704°N,1.30644357477637°E |           |                     | Modifica les dades a Wikidata |

## molí d'aigua
| imatge | Nom             | Ubicat a       | instància de | Detalls | coordenades                                                         | Protecció | Commons (més fotos) | Dades a WD                    |
| ------ | --------------- | -------------- | ------------ | ------- | ------------------------------------------------------------------- | --------- | ------------------- | ----------------------------- |
|        | Molí d'en Farga | Cabra del Camp | molí d'aigua |         | 41° 22′ 54″ N, 1° 17′ 27″ E / 41.3816461231694°N,1.29093991364818°E |           |                     | Modifica les dades a Wikidata |
|        | Molí d'en Targa | Cabra del Camp | molí d'aigua |         | 41° 22′ 34″ N, 1° 18′ 11″ E / 41.3761701935696°N,1.30313692844484°E |           |                     | Modifica les dades a Wikidata |
|        | Molí de la Vila | Cabra del Camp | molí d'aigua |         | 41° 23′ 37″ N, 1° 16′ 48″ E / 41.393662715353°N,1.28013517674951°E  |           |                     | Modifica les dades a Wikidata |

## muntanya
| imatge | Nom                    | Ubicat a                                  | instància de | Detalls | coordenades                                                       | Protecció | Commons (més fotos) | Dades a WD                    |
| ------ | ---------------------- | ----------------------------------------- | ------------ | ------- | ----------------------------------------------------------------- | --------- | ------------------- | ----------------------------- |
|        | Muntanya de Conill     | Cabra del Camp Sarral Barberà de la Conca | muntanya     |         | 41° 24′ 53″ N, 1° 16′ 45″ E / 41.4148°N,1.2793°E 694.1 msnm       |           |                     | Modifica les dades a Wikidata |
|        | Puig de Cabdells       | Cabra del Camp                            | muntanya     |         | 41° 24′ 23″ N, 1° 18′ 39″ E / 41.406325°N,1.31095556°E 821.7 msnm |           |                     | Modifica les dades a Wikidata |
|        | Roques del Migdia      | Cabra del Camp                            | muntanya     |         | 41° 24′ 18″ N, 1° 19′ 14″ E / 41.40486667°N,1.320475°E 665.8 msnm |           |                     | Modifica les dades a Wikidata |
|        | Tossal Rodó            | Cabra del Camp                            | muntanya     |         | 41° 24′ 43″ N, 1° 17′ 32″ E / 41.4119°N,1.29233°E 629.1 msnm      |           |                     | Modifica les dades a Wikidata |
|        | la Plana d'en Sarrills | Cabra del Camp                            | muntanya     |         | 41° 23′ 00″ N, 1° 16′ 22″ E / 41.383385°N,1.27275278°E 781 msnm   |           |                     | Modifica les dades a Wikidata |
|        | la Voltorera           | Cabra del Camp                            | muntanya     |         | 41° 24′ 05″ N, 1° 18′ 13″ E / 41.40127°N,1.303573°E 816 msnm      |           |                     | Modifica les dades a Wikidata |

## Misc
| imatge | Nom                                 | Ubicat a                                                          | instància de                                  | Detalls                       | coordenades                                                                                    | Protecció                                            | Commons (més fotos)                | Dades a WD                    |
| ------ | ----------------------------------- | ----------------------------------------------------------------- | --------------------------------------------- | ----------------------------- | ---------------------------------------------------------------------------------------------- | ---------------------------------------------------- | ---------------------------------- | ----------------------------- |
|        | Castell de Cabra                    | Cabra del Camp                                                    | castell                                       |                               | 41° 23′ 18″ N, 1° 17′ 59″ E / 41.38836°N,1.29982°E                                             | bé d'interès cultural bé cultural d'interès nacional |                                    | Modifica les dades a Wikidata |
|        | Coll de Cabra (Cabra del Camp)      | Cabra del Camp                                                    | collada port de muntanya                      |                               | 41° 23′ 18″ N, 1° 17′ 00″ E / 41.38835556°N,1.28337278°E 471 msnm                              |                                                      |                                    | Modifica les dades a Wikidata |
|        | El Pou de la neu                    | Cabra del Camp                                                    | pou de neu                                    |                               |                                                                                                | bé integrant del patrimoni cultural català           |                                    | Modifica les dades a Wikidata |
|        | Fontscaldetes                       | Cabra del Camp                                                    | nucli de població                             |                               | 41° 23′ 59″ N, 1° 19′ 05″ E / 41.3998515215626°N,1.31796426514369°E ca:Camí de Cabra a Can Rui |                                                      |                                    | Modifica les dades a Wikidata |
|        | Santa Maria de Cabra del Camp       | Cabra del Camp                                                    | església                                      |                               | 41° 23′ 43″ N, 1° 16′ 38″ E / 41.395181°N,1.277087°E                                           | bé cultural d'interès local                          | Santa Maria de Cabra del Camp      | Modifica les dades a Wikidata |
|        | Serra Voltorera                     | Cabra del Camp el Pont d'Armentera                                | serra                                         |                               | 41° 24′ 03″ N, 1° 18′ 06″ E / 41.40072694°N,1.30154528°E 822 msnm                              |                                                      | Serra Voltorera                    | Modifica les dades a Wikidata |
|        | Tossal Gros de Miramar              | Cabra del Camp Figuerola del Camp el Pla de Santa Maria Montblanc | àrea protegida Pla d'Espais d'Interès Natural | 1992 Superfície: 1481.73718ha | 41° 22′ 23″ N, 1° 14′ 44″ E / 41.373073°N,1.245553°E                                           |                                                      | Tossal Gros de Miramar             | Modifica les dades a Wikidata |
|        | Voltorera                           | Cabra del Camp                                                    | vèrtex geodèsic                               | Alt: 1.2m                     | 41° 24′ 05″ N, 1° 18′ 14″ E / 41.401446°N,1.303812°E 819.804 msnm                              |                                                      |                                    | Modifica les dades a Wikidata |
|        | casa consistorial de Cabra del Camp | Cabra del Camp                                                    | casa consistorial                             |                               | 41° 23′ 43″ N, 1° 16′ 36″ E / 41.3953546°N,1.2767994°E                                         |                                                      |                                    | Modifica les dades a Wikidata |
|        | safareig públic i Font de la Salut  | Cabra del Camp                                                    | safareig font                                 | 1878                          | 41° 23′ 42″ N, 1° 16′ 32″ E / 41.394968°N,1.275645°E ca:Sota la plaça de la Creu 490 msnm      | bé integrant del patrimoni cultural català           | Safareig públic i Font de la Salut | Modifica les dades a Wikidata |